# Zdeněk Lev Libštejnský z Kolovrat
Zdeněk Lev Libštejnský z Kolovrat, také Liebsteinský z Kolowrat, případně Zdeněk Lev Kolovrat-Libštejnský, také Kolowrat-Liebsteinský (1588 – 24. února 1640) byl český šlechtic z rodu Kolovratů. V roce 1624 byl povýšen do hraběcího stavu a v letech 1638–1640 zastával úřad podkomořího králové.

## Původ
Pocházel z panského stavu. Narodil se jako nejmladší syn Albrechta VI. Libštejnského z Kolovrat († 1586) a jeho 3. manželky (sňatek 1. ledna 1566) Alžběty Kavkové z Říčan († 6. března 1585, pohřbena v Tochovicích). Měl několik nevlastních sourozenců z předchozích manželství otce. Jeho starší nevlastní bratři z otcova prvního manželství Jan (1550–1616) a Jaroslav (1553–1617) zastávali dvorské úřady u habsburského dvora. Jeho vlastní bratr Jindřich Libštejnský z Kolovrat (1570–1646) zastával nejvyšší zemské úřady Českého království.

## Kariéra
Studoval v Bavorsku na univerzitě v Dillingenu (Dillingen an der Donau). V roce 1607 se stal královským číšníkem a v roce 1612 komořím arcivévody Leopolda V. Tyrolského (1586–1632). Za třicetileté války byl aktivní i v armádě a dosáhl hodnosti plukovníka. Po porážce stavovského povstání stál v čele jedné z rekatolizačních komisí. Za tyto služby Habsburkům rozšířil svůj majetek o pobělohorské konfiskáty a dne 15. dubna 1624 byl povýšen do říšského hraběcího stavu. K zajištění rekatolizace Frýdlantska poslal v roce 1938 tento císařský komisař do Frýdlantu padesát mušketýrů. Odtud, během několika měsíců, emigrovalo 1581 osob. Lutherského faráře z Višňové nazval vrahem duší a zakázal komukoli za ním chodit. Už v roce 1623 se stal císařským radou a komořím. V letech 1623–1629 zastával úřad hejtmana Litoměřického kraje a ve 30. letech Boleslavského kraje. Kariéru završil jako podkomoří králové (1638–1640), který měl na starosti příjmy z věnných měst.
Zemřel 24. února 1640 a byl pohřben v Praze.

## Majetek
Vlastnil Pirkštejn. Konojedy získal od své první manželky Heleny Elišky, která je zdědila po svém bratru, zemském hejtmanovi v Kladsku, Adamovi Gotfrýdovi Berkovi z Dubé. V roce 1623 koupil sloupské panství jako císařský konfiskát po Volfovi ze Solhauzu za symbolickou cenu. K hradu tehdy patřily kromě dvou poplužních dvorů okolní vsi Sloup, Radvanec, Chomouty, Bukovina, Záhoří, Svitava, Lindava, Velenice a díl Skalice. Nedaleký berkovský zámek byl v roce 1630 nákladně opraven. Panství bylo o devět let později poničeno švédskými vojsky vedenými generálem Johanem Banérem. Závětí určil hlavním dědicem svého majetku jediného syna Václava Františka, člena jezuitského řádu. Manželku zabezpečil dvaceti tisíci kop grošů, vsí Polevskem a berkovským zámečkem pod hradem.

## Rodina
Oženil se dvakrát. Nejdříve si vzal 14. února 1609 Helenu Elišku Berkovou z Dubé a Lipé (také uváděná jako Alena Eliška, † 2. února 1632), dcerou Adama Berky z Dubé a Lipé († 1583) a Kateřiny z Hungerkoštu († 1564). Zemřela tragicky, cestou z Konojed do Prahy byla přepadena loupežníky a zavražděna. Pohřbena byla v Praze. Podruhé se oženil s Kateřinou z Vrtby († po 1652), dcerou Jana Hroznaty z Vrtby a Barbory Čejkové z Olbramovic. Z druhého manželství se narodily dvě děti:
- 1. Václav František (14. 3. 1634 Praha – 9. 10. 1659 Řím, pohřben v Římě), 1. listopadu 1650 vstoupil do jezuitském řádu a jemu také věnoval svůj majetek.
- 2. Marie Polyxena († 24. 4. 1671 Vídeň)
  - 1. ∞ (1650) Karel Heřman Koc z Dobrše († 17. 5. 1655)
  - 2. ∞ (23. 10. 1656) Otto Felix z Heussensteinu († 5. 11. 1693 Vídeň)

Kateřina se po smrti manžela znovu provdala za Jiřího Petra Kokořovce z Kokořova († 1650).